# Monsieur Fourcade
Monsieur Fourcade es un cuadro del pintor Henri de Toulouse-Lautrec, realizado en 1889, que se encuentra en el Museo de Arte de São Paulo, Brasil.
El cuadro presenta una escena en un ambiente parisino nocturno, muy frecuente en las obras del autor. En el centro de un interior, en primer plano se retrata al banquero francés Henri Fourcade, íntimo amigo del pintor, como indica la dedicatoria que se aprecia en la parte derecha superior del cuadro: A mi buen amigo Fourcade, 89. HTLautrec. A excepción del protagonista, las demás personas parecen disfrazadas, el colorido también refleja ese evento, probablemente el famoso baile de la Ópera durante el carnaval.
Las pinceladas con las que se efectúa la escena son rápidas y sueltas, con pocos trazos, lo que hace que algunas figuras sean como meras sombras, como la encapuchada tras la espalda de Fourcade. Solo él y la mujer del antifaz a la izquierda son la excepción, pues muestran más detalles. El otro hombre con sombrero de copa es el primo del pintor, Gabriel Tapié de Céleyran.
El autor realizaría también un estudio del busto de Fourcade al carboncillo.